# NGC 128
NGC 128 (również PGC 1791 lub UGC 292) – galaktyka soczewkowata (S0), znajdująca się w gwiazdozbiorze Ryb. Odkrył ją William Herschel 25 grudnia 1790 roku.
W galaktyce tej zaobserwowano supernową SN 2014da.